# 帕佩塞宫
43°19′01″N 11°19′50″E / 43.317021°N 11.330561°E

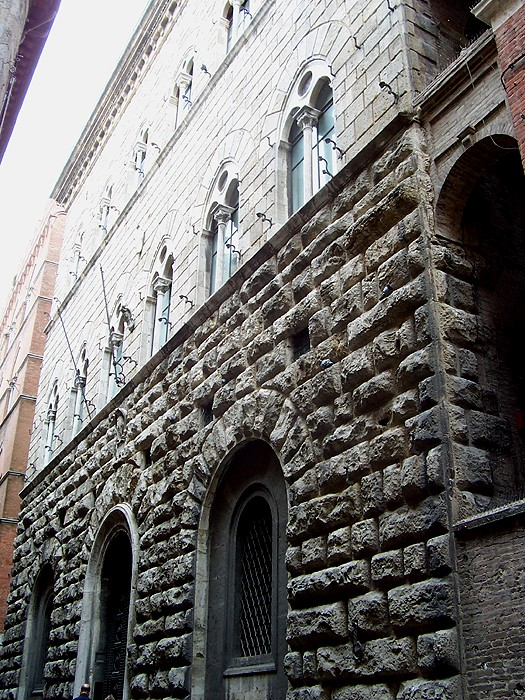
帕佩塞宫

帕佩塞宫（Palazzo Piccolomini-delle Papesse）是意大利锡耶纳的一座历史建筑，位于城市街126号，目前设有当代艺术中心。

## 历史
这座宫殿是根据教宗庇护二世的姐妹卡泰丽娜·皮科洛米尼的意愿，修建于1460年，因此命名为“帕佩塞” （"delle Papesse"）。可能是由教皇首选的建筑师伯纳多·罗塞利诺设计。完成于1495年 。
在1864年，由奥古斯都·科尔比修复，现在属于意大利银行。

## 建筑
这座宫殿是佛罗伦萨文艺复兴的一个有说服力的例子，和谐地融入中世纪的街道布局。

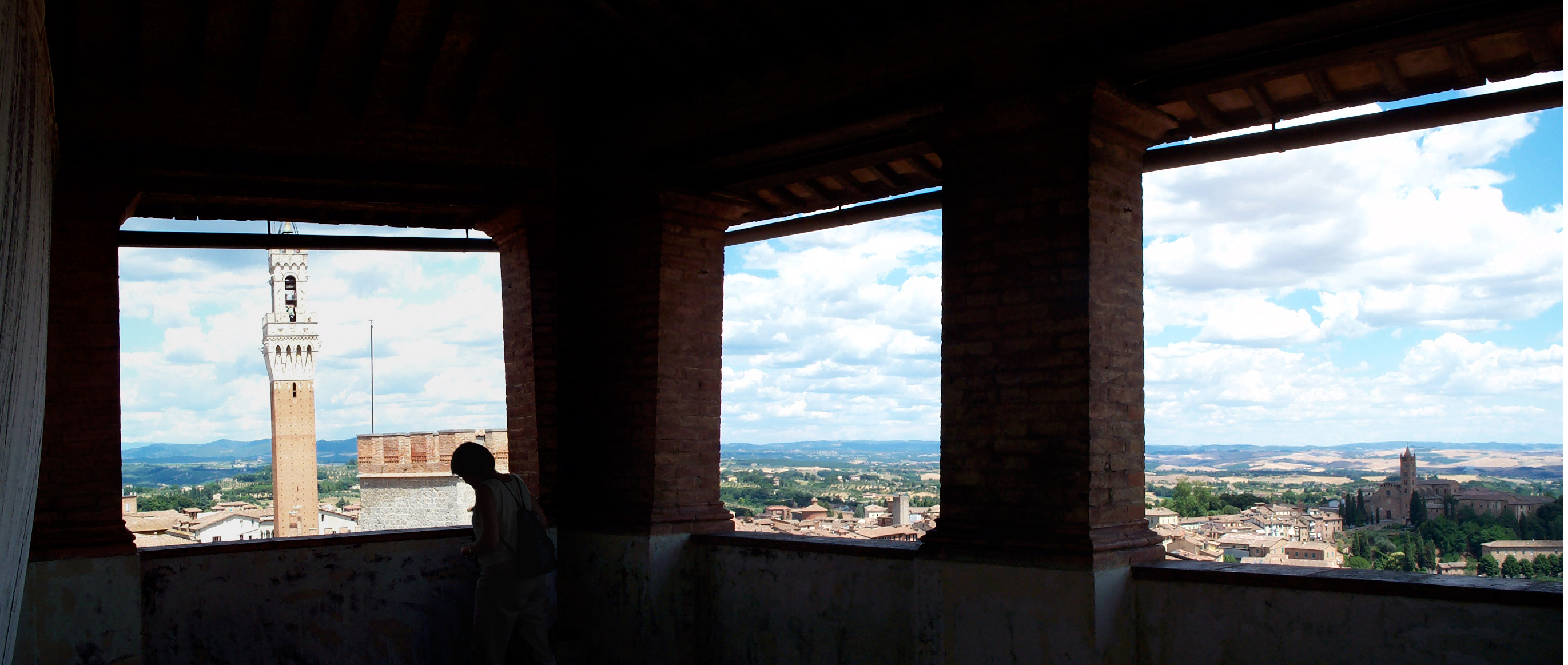
从宫殿的阳台眺望

立面使用石材贴面，二三两层使用了两层双窗。